# Wilfried Meinert
Wilfried Meinert (* 25. Februar 1922) ist ein ehemaliger deutscher Fußballspieler.

## Werdegang
Der Abwehrspieler Wilfried Meinert begann seine Karriere bei einem namentlich nicht bekannten Verein aus Essen und wechselte im Sommer 1949 zum VfB Lübeck in die seinerzeit erstklassige Oberliga Nord. Er absolvierte für die Lübecker 28 Oberligapartien, konnte aber den Abstieg seiner Mannschaft am Saisonende nicht verhindern. Meinert wechselte daraufhin zum VfB 03 Bielefeld in die II. Division West. Mit den Bielefeldern stieg er 1952 ab und wurde ein Jahr später Westfalenmeister. Bei der Deutschen Amateurmeisterschaft 1953 scheiterte der VfB 03 im Halbfinale am Homberger SV. Zwei Jahre später wurde Meinert mit den Bielefeldern Vize-Westfalenmeister hinter Eintracht Gelsenkirchen und schaffte nach einem Entscheidungsspielsieg gegen den Homberger SV den Wiederaufstieg in die II. Division. Es folgte allerdings der direkte Wiederabstieg. Für den VfB 03 Bielefeld absolvierte Wilfried Meinert 54 Spiele in der II. Division West und erzielte dabei drei Tore. 